# Atomosphyrus breyeri
Atomosphyrus breyeri är en spindelart som beskrevs av Galiano 1966. Atomosphyrus breyeri ingår i släktet Atomosphyrus och familjen hoppspindlar. Inga underarter finns listade.